# كولين إيدي
كولين إيدي (بالإنجليزية: Cullen Eddy)‏ هو لاعب هوكي الجليد أمريكي، ولد في 18 نوفمبر 1988 في Hidden Valley, Pennsylvania ‏ في الولايات المتحدة.

## وصلات خارجية
- كولين إيدي على موقع دوري الهوكي الوطني (الإنجليزية)
- كولين إيدي على موقع EliteProspects.com (الإنجليزية)
- كولين إيدي على موقع HockeyDB.com (الإنجليزية)